# Mantispa plicicollis
Mantispa plicicollis is een insect uit de familie van de Mantispidae, die tot de orde netvleugeligen (Neuroptera) behoort. 
Mantispa plicicollis is voor het eerst wetenschappelijk beschreven door Handschin in 1935.